# Oreorchis foliosa
Oreorchis foliosa är en orkidéart som först beskrevs av John Lindley, och fick sitt nu gällande namn av John Lindley. Oreorchis foliosa ingår i släktet Oreorchis och familjen orkidéer.

## Underarter
Arten delas in i följande underarter:
- O. f. foliosa
- O. f. indica